# Liste des évêques de Lexington
Cette page présente la liste des évêques de Lexington
Le diocèse de Lexington (Dioecesis Lexingtonensis) dans le Kentucky est créé le 14 janvier 1988, par détachement de celui de Covington et de l'archidiocèse de Louisville.

## Sont évêques
- 14 janvier 1988-11 juin 2002 : James Williams (James Kendrick Williams)
- 13 décembre 2002-24 janvier 2014 : Ronald Gainer (Ronald William Gainer), transféré à Harrisburg
- depuis le 12 mars 2015: John Stowe O.F.M. Conv

## Sources
- fiche du diocèse sur le site catholic-hierarchy.org